# Семерня, Александр Фёдорович
Олесь Семерня (укр. Семерня Олександр Федорович; 2 августа 1936 — 6 июля 2012) — украинский художник, один из представителей наивной живописи конца XX — начала XXI века, автор более 600 картин, член Союза мастеров народного творчества Украины и Молдовского благотворительного фонда украинских профессиональных художников и народных мастеров «Renastere-Возрождение». Работал в основном в Украине и в Молдавии.

## Биография

### Детство
Олесь Семерня родился 2 августа 1936 года в селе Николаевка Бердянского района Запорожской области. Детство прошло в районе Мариуполя. Его мать — Мария Андреевна Касьян, отец — Федор Григорьевич Семерня. За то, что мама во времена немецкой оккупации работала санитаркой в немецком госпитале, Олеся вместе с матерью и младшим братом в конце 40-х годов сослали в город Джезказган Карагандинской области в Казахстане (близ Байконура). Отсюда был призван на службу в Советскую Армию (1954—1956) и сюда же вернулся после прохождения службы.

### Первые работы
Рисовал с детства. После армии тоска по Украине приводит Семерню в город Вознесенск Николаевской области. Там он женится и начинает заниматься живописью профессионально. Становится членом творческого объединения «Прибужье», где в 1970 году проходит его первая персональная выставка. В 1977 получает звание «Мастер народного творчества». Однако почти никто (включая и жену — медика с высшим образованием) не воспринимает его «неправильного» рисования. Не найдя поддержки и понимания, Олесь убегает от цивилизации «в сорняки», ведет бродячий образ жизни,  находит пристанище в с. Кривая Пустошь на Николаевщине, а впоследствии покидает Украину, так как не имеет ни собственного жилья, ни мастерской.

### Молдавский период, 1980-е
Длительное время живёт и творит в Бельцах (Молдавия), где рождается много картин, из которых — «Старый город», «Тарутино», «Водонос», «Алтарь». Однако художник не порывает связей с Украиной. Первая выставка Семерни состоялась в Николаеве в начале 80-х годов, которую организовал местный искусствовед Валерий Малина. Настоящее открытие художника произошло после выставки в Институте искусствоведения, фольклора и этнографии Академии наук (1982) и Союзе писателей Украины (1983). Далее были выставки в библиотеке медицинского института, где выставлялся тогда и Иван Марчук и другие, в институте полупроводников Украины при активной поддержке председателя Павла Загребельного (1983,1986), в галерее «Ор» (руководитель М. Волга), в музее народной архитектуры и быта УССР (1988). Широкую огласку получила выставка в Киевском Доме профсоюзов в 1990 году.

### Кинолента
1988 года талантливый режиссёр-оператор Леонид Аничкин создал уникальную ленту о жизни и творчестве художника «Заколдованое колесо жизни» (кинооператор А. Солопай, сценарист В. Лысенко, Анатолий Черченко, композитор Лазаревская-Дикарева Татьяна Леонидовна государственный кинофотофоноархив № 11045), там — выдающиеся деятели украинской культуры сказали своё слово о творчестве Олеся Семерни: Павел Загребельный, Юрий Покальчук, Иван Малкович, Валерий Малина (первооткрыватель таланта Семерни), Николай Щербак, Оксана Забужко, Валентина Лысенко, Роксана Горбовець.

### Киев
В 1992 году проведена одна из самых интересных коллективных презентаций под названием «Наши корни и источники». Гармонично объединились произведения Владимира Кабаченко (Одесса), Федора Панчука (Винница), Олеся Семерни (Николаев — тогда он жил в Вознесенске) и Анатолия Фурлет (Хмельницкий). Это был странный квартет, который пел украинскую народную песню, такую яркую по колориту, содержательную по своей национальной фольклорной основой и изящную за образотворением. В 1994 году с группой киевских художников, обратились в Отдел культуры Печерской райгосадминистрации с предложением превратить Костельную, одну из красивейших улицы Старого Киева, в Улицу Искусств. Получив поддержку и обследовавшие нежилые помещения, которые были крайне запущены, выиграли тендер на конкурсной основе и своими силами сделали ремонт, дизайн. В результате было создано «Культурно-художественный центр на Костельной», с 7 художественных галерей и 8 творческих мастерских. С галереей «Грифон» Олесь Семерня начинает своё сотрудничество, выставляя там свои произведения. Летом 1996 работы Семерни участвуют в I Международном арт-фестивале, который проходил в столичном Украинском доме. Среди 52 отечественных и зарубежных галерей экспозицию галереи «Грифон» с работами Семерни признали лучшей — наградили Гран-при. Тогда же было получено приглашение от Гарвардского университета на выставку в США. В Гарвард полетели разноцветные птички, которые родились уже в независимой Украине. Среди произведений восьми художников из разных уголков Украины (такое пожелание было у профессора Романа Шпорлюка — директора Института) были и картины Олеся Семерни. 1996 произведения маэстро удивляли американцев (преимущественно украинского происхождения) кроме Гарварда, ещё в Нью-Йорке (Представительстве Украины в ООН и в Украинском институте Америки (УИА), соседствующий на престижной Пятой авеню с Метрополитенмузеем), в Вашингтоне (Посольстве Украины в США), Филадельфии (в украинском культурном центре).

### Сотрудничество с издательствами
Начиная с 1990-х годов художник сотрудничает с издательствами. В 1991 году для издательства «Молодь» работает над журналом для младшего школьного возраста «Подсолнух». После знакомства с Иваном Малковичем" иллюстрирует книги для его издательства «А-ба-ба-га-ла-ма-га» — «Ой ты, кот Марку» (1993), «Свеча из снега.

### Сокиряны
В начале третьего тысячелетия Семерня снова возвращается на Украину и случайно[как?] покупает себе домик в Сокирянах на Буковине. Эта разрисованная и украшена руками художника избушка стала счастливой гаванью для вечно неприкаянного художника. Художник знакомится с художниками Сокирянщины, в частности Валентиной Яровой, участвует в районных выставках, в частности к Дню художника, посещает районный центр творчества детей и юношества.. Создаются работы „Братство“, „Рождество“, „День рождения“, „Добро пожаловать“, „Казацкая песня“, „Дед молдаван“, „Жатва“, „Материнская песня“. В 2007 проходит выставка в Черновицком областном художественном музее, во время которой представлено 31 работу из написанного за последние 20 лет. В феврале 2009 в Кишиневе состоялась персональная выставка художника „Paleta Ucraineană a Moldovei — Украинская палитра Молдовы“, приуроченная к 15-й годовщине Молдавского Благотворительного Фонда Украинских Профессиональных Художников и Народных Мастеров „Renaştere-Возрождение“. Август — сентябрь 2011 — участие в выставке в Кишиневе, ко Дню Независимости Украины»

### Обзор в публикациях
- 2003 — журнал «Украинская культура» публикует статьи Ивана Малковича «Казак Мамай украинской живописи»[7] и Анатолия Бруса «Трепет души»[8].
- 2006 — по поводу 70—летия художника вышла статья А. Яремчук «С чистых праистоков»[9].
- 2007 — И. Ф. Кицул для Черновицкого художественного музея упорядочивает буклет «Семерня Олесь Федорович» для выставки работ художника.
- 2008 — журнал «Музейный переулок» публикует обзор Нины Петрусьовой «Сокиряны на Буковине: Олесь Семерня»[10].
- 2011 — на сайте Каменец-Подольского национального университета имени Ивана Огиенко публикуется старшим научным исследователем Института Культурного Наследия Академии Наук Молдовы В. Рокачук статья «Повседнев в картинах Александра Семерни»[11]

### Последние годы жизни
У художника обнаруживают[когда?] онкологическое заболевание.
Последняя персональная выставка его произведений состоялась летом 2011 года в киевской галерее «Грифон». Для почитателей его таланта это был праздник, потому метра недавно прооперировали, и болезнь никак не отступала. Работал художник до конца жизни в своей Бессарабской хижине в Сокирянах.

### Могила художника

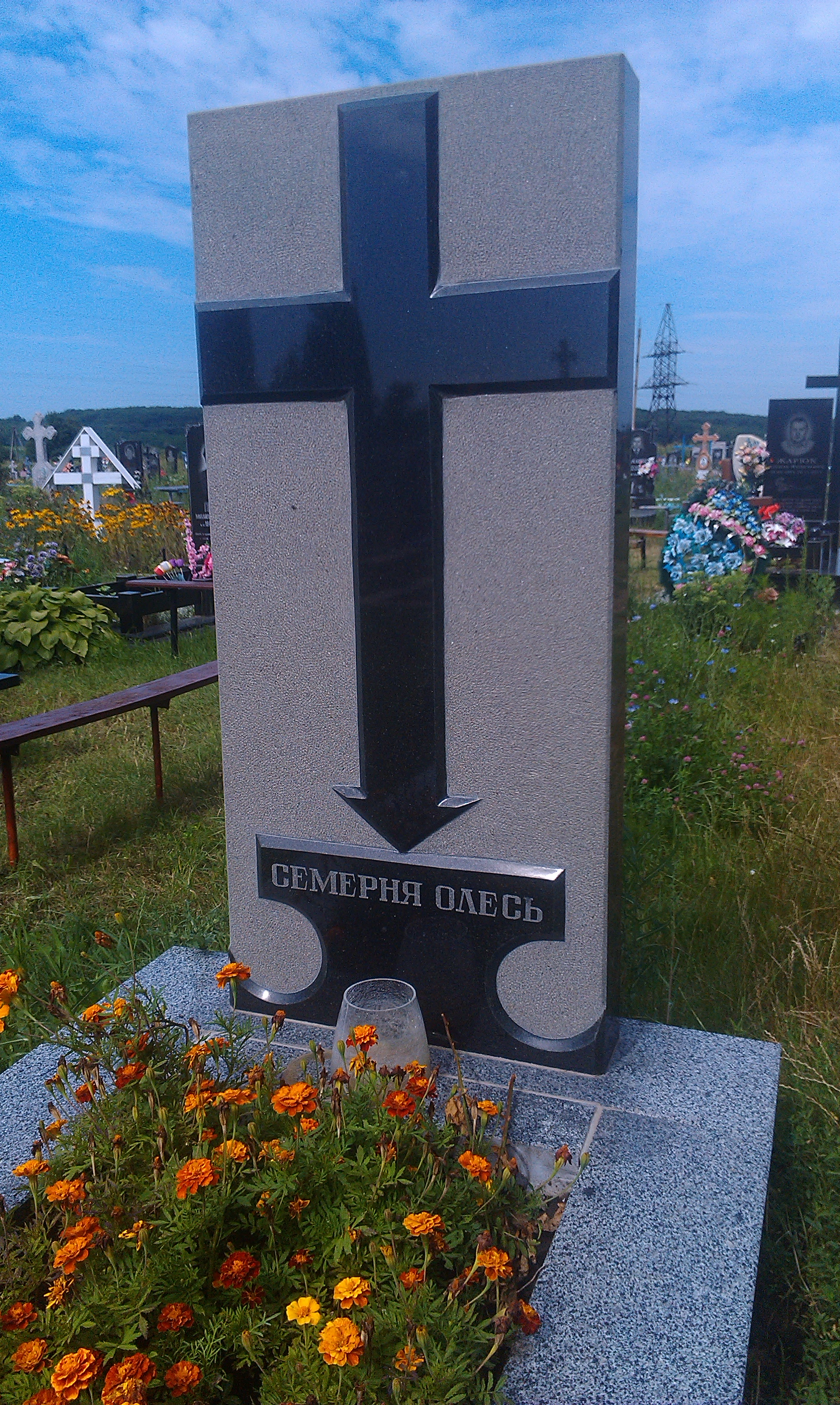
Могила Семерни в Сокирянах

Над могилой Олеся Семерни вечной памятью стоит крест, выполненный по его собственному эскизу.

## Творческое наследие
После смерти художника значительная часть его картин (более 70), станет предметом наслаждения широкого человеческого общественности. Работы Олеся Семерни хранятся в частных коллекциях 26 стран мира, в частности Павла Загребельного, Олеся Гончара, Дмитрия Павлычко, Ивана Малковича, Николая Волги и других известных деятелей украинской культуры и в музеях: Национальном Художественном Музее Украины, Музее народного искусства Украины, Музее народного быта и архитектуры Украины (Пирогово, Киев) и многих других. Общество буковинского города Сокиряны основывает ныне музей Олеся Семерни в доме где жил и работал художник.

## Собственная оценка
Вот как сам Олесь Семерня говорит о собственном творчестве:
«Я живу в домике, без телевизора, компьютера. Имею печь, где готовлю сам есть, колодец. От солнца не прячусь, поэтому такой загорелый, - смеется художник. - Сюжеты для своих работ беру из жизни. Лица моих героев на картинах похожи на мое. Наверное, все художники так ведется, что рисуют в первую очередь себя».
Дорогие мои золотые друзья! Я счастлив, что Вы меня так высоко цените. Постараюсь оставаться в том же качестве, чтобы Вас не разочаровывать и буду продолжать неустанно создавать свои шедевры, чтобы они приносили Вам радость. Обнимаю. Искренне Ваш Олесь Семерня из бурьянив "Турецкая долина".

## Отзывы
Мир мастера - пространство легенды и мифа, песни и сказки, старинных обычаев и сельской повседневности, которая сохраняет все эти магические сокровища, и до краев полной ними («Пейзаж-Буковина»). Жизнь персонажей Олеся Семерни монументальная и причастная к Вечности, но одновременно - полная какой-то трогательной доверчивости («Легенда», «День рождения», «Материнская песня»). Его пастухи и ангелы, матери и воины, Ева («Ева и кобзарь») и Европа («Похищение Европы») живут за извечными и гармоничными законами Вселенной, тем самым сохраняя и оберегая его, но сами выдаются - и окажутся - Совершенно беззащитными перед тем, что дисгармоничное - но, к счастью, преходящее («Чабанское праздник», «Ангел», «Степной скрипач»).Оксана Ламонова
«Когда вам захотелось погреться, подышать родным прастепом или отойти душой, вспомните себе картины Олеся Семерни. В них - здоровье нации, и истинная сущность изначальной украинской души, смягчился разговаривает с Богом и звездами, с ребёнком и стеблем, с грустными волами и веселыми фасольками овечок. Та всего - сама с собой. Там - мощный и хороший талант, создает единую Украину, поэтому иногда даже трудно узнать - это Карпаты или украинский юг, и только раскаленное ольвийский солнце, делает ярче все краски, безошибочно указывает на художниковы корни. Там - неприкаянный казак Мамай с тихим коньком и горсткой сугубо детских хитростей. Там - очень одинокий человек, который посреди сумасшедшего мира рассказывает золотую сказку нашего детства. Даруй ему Бог здоровья и вдохновения ».Иван Малкович
«Он имеет свой удивительный стиль, уходящий корнями в народную живопись. Три Андрея. Двое в профиль, один - в глаза. Фалды одежды. Женская судьба. Жернова-яйца. Долой сочные цвета. Аграфена. Круг с маком. Женщина-круг. Оригинальные рямци. Мои предки. Над домами в лучах неба. Обеспокоены как и здесь были. Похищение Европы. Красный бык. Венок. Вода травы. Степной скрипач; Родные корни. Сочность, выразительность. Портрет Ивана Марчука. Ангел в виде женщины. Чабанский праздник. Овцы. Яйцо с глазами. Облака. Козак Мамай. Зимний пейзаж. Легенда. Лицо в морщинах. Итак, кто хоть раз видел эту чудо - живопись сего выдающегося художника-буковинца - иметь хорошие настроение и наслаждения без меры».Василий Велимчий
«Ушел от земной жизни Олесь Семерня - создатель нежно-мелодической украинской души, оставив нам свои бессмертные творения. Его картины - Чудо, потому что в них - тайна. Красота картин Семерни несколько непонятна, возможно, для современной молодежи, потому что её душа ни в детстве (особенно в детстве!), ни в юности не коснулась сугубо национальной торгово-ментальной традиции. Но непонятность той красоты и смысл искусства. Потому что тогда стремимся все-таки понять ту тайну. Тайну Красоты. Наверное, поэтому обычной является ситуация, когда во время коллективных выставок у картин Олеся восторженно останавливаются поклонники. Хотя рядом - творение модных современников. Потому что в их картинах на первом плане основные принципы современности и отчасти - крикливая бессодержательность, что её породила ложь, неискренность при яркой, а то и большей частью наглой, агрессивной форме. Совсем другая ситуация с Олесем Семерня. Его душа от рождения и до последних дней сознательно наполнялась смолой украинских народных традиций. Наполняли его бесконечные странствия путями Украины (а то и Молдовы) ... ».Николай Волга
Картины Семерни в основном на гуцульскую тематику. Мужчин он изображает со скрипками, с рождественской звездой, показывает их крепкую дружбу. А вот женщины — некрасивые, потому что выпили из него всю кровь, говорит художник. Поэтому и изображены они как на крыше дома, то на дереве: чтобы не мешали рисовать. Но несмотря на все шутки, работы у Олеся Семерни теплые по ощущениям и глубокие по содержанию.Галерея «Грифон»

## Ссылка
- Художники видавництва «А-БА-БА-ГА-ЛА-МА-ГА» (укр.)
- Недоспівана Кобзарева пісня Олеся Семерні (укр.)
- В киевской галерее «Грифон» показывают «Солнечную живопись» (рус.)
- поетична збірка Людмили Малкович «Свічка зі снігу» (укр.)
- книга «Ой ти, коте Марку» (укр.)
- «ВОДА ТРАВИ», розділ «МАЛЯРСТВО», Василь ВЕЛИМЧИЙ (укр.)
- ОЛЕСЬ СЕМЕРНЯ — страница художника (укр.)